# Benoît Chagnaud
Pour les articles homonymes, voir Chagnaud.
Benoît Chagnaud est un ancien footballeur professionnel français né le 21 août 1972 à Évreux. Il évoluait au poste d'attaquant.
Au cours de sa carrière, il a disputé 31 matchs en Division 1 et 158 matchs dans le championnat de Division 2.

## Carrière
Benoît Chagnaud effectue sa formation avec Le Havre AC, où il dispute son premier match professionnel en deuxième division au cours de la saison 1989-1990. En quatre saisons, il ne joue que 19 rencontres avec les Havrais. Il part alors pour une saison en prêt, à Beauvais, avec qui il inscrit onze buts en 39 matchs de championnat de D2. 
De retour au Havre, il joue peu, et s'engage la saison suivante avec Amiens, où il passe trois saisons dans le championnat de D2, inscrivant au passage 13 buts en 89 rencontres. Il passe ensuite une année au Mans, où il est plus souvent utilisé dans un rôle de remplaçant. 
Benoît Chagnaud rejoint ensuite les rangs amateurs, portant successivement les couleurs de Grenoble, Sannois Saint-Gratien puis Arras, où il met un terme à sa carrière en 2008.

## Palmarès
- Champion de France de D2 en 1991 avec Le Havre